# زنان در ترینیداد و توباگو
زنان در ترینیداد و توباگو به زنانی اطلاق می‌شود که در ترینیداد و توباگو متولد شده‌اند، زندگی می‌کنند یا اهل این کشور هستند. بسته به اینکه زنان از کدام جزیره می‌آیند، ممکن است به ترتیب زنان ترینیدادی یا زنان توباگویی نامیده شوند. زنان در ترینیداد و توباگو در صنایع و مشاغل مختلفی از جمله مالکان کسب‌وکارهای کوچک، «وکلاء، قضات، سیاست‌مداران، کارمندان دولتی، روزنامه‌نگاران و کالیپسیونیستها» برجسته هستند. زنان همچنان در حوزه‌های «خدمات خانگی، فروش و برخی صنایع سبک» غالب هستند.
با شرکت در نسخه کارناوال ترینیداد و توباگو، زنان ترینیدادی و توباگویی «جنسیت قاطعانه» خود را نشان می‌دهند. برخی از آن‌ها همچنین در فرقه‌های به اصطلاح آفرو-مسیحی و مدیریت «انجمن‌های چرخشی اعتباری غیررسمی سو-سو» فعال بوده‌اند.
نقش‌های جنسیتی در ترینیداد و توباگو عمدتاً تحت تأثیر میراث‌های مردسالاری و استعمار قرار دارد. باتیست معتقد است که دیدگاه‌های تاریخی نژاد و استعمار به گونه‌ای بر فرهنگ ترینیدادی تأثیر می‌گذارند که اغلب از مطالعات فمینیستی غربی خارج می‌شوند. «نظریه جنسیتی کارائیب باید با محدودیت‌های مردسالاری در همان زمانی که با برچسب‌های استعمار و امپریالیسم مواجه می‌شود، دست و پنجه نرم کند.» عملکردهای جنسیتی در ترینیداد و توباگو سه فضای متمایز را اشغال می‌کنند: فیزیکی، اجتماعی و فرهنگی. باتیست استدلال می‌کند که فضاهای فیزیکی و عمومی یک «کلاژ پساستعماری ذات‌گرایانه» را نمایان می‌کنند که در آن عملکردها توسط اجتماعی‌سازی نقش‌های جنسیتی بر اساس دیدگاه‌های بسیار ذات‌گرایانه مردان و زنان تعریف شده‌اند. بسیاری از فضاهای عمومی تصاویر آفریقایی، عمدتاً از نیجریه و غنا، را نمایش می‌دهند زیرا این کشورها هنوز نزدیک‌ترین متحدان سیاسی و فانوس‌های فرهنگی ترینیداد و توباگو هستند. این فضاهای اجتماعی در مواجهه با کشوری که با افزایش نرخ جرم و جنایت علیه زنان دست و پنجه نرم می‌کند، راه خروجی فراهم می‌کنند.

## آموزش
تا تاریخ ۱۹۹۷ به‌طور متوسط، از سطوح ابتدایی تا عالی آموزشی، دختران نسبت به پسران در ترینیداد و توباگو عملکرد بهتری داشته یا میزان ثبت‌نام بیشتری داشته‌اند. این الگو در حدود ۲۰ سال گذشته مشاهده شده است.
در مدارس ابتدایی، دختران نرخ ترک تحصیل و تکرار کمتری داشتند و در امتحان SEA در سال ۱۹۹۷ نمرات بالاتری نسبت به پسران کسب کردند. در سال ۲۰۱۵، تقریباً دو سوم از بهترین دانش‌آموزان در آزمون ورودیه دوم (SEA) و CAPE دختران بودند.
در مدارس متوسطه، با وجود این که بیشتر مدارس متوسطه بر اساس یک سیستم طبقه‌بندی شده از حیث اعتبار سازماندهی شده‌اند، دختران به‌طور مداوم در آزمون‌های داخلی و ملی نسبت به پسران عملکرد بهتری داشتند (تا سال ۱۹۹۷). به ویژه، دختران احتمال بیشتری داشت که در آزمون شرکت کنند و در سراسر کارائیب، نتایج CXC بالاتری در انگلیسی، تاریخ و مطالعات اجتماعی به دست آوردند.
نرخ ثبت‌نام زنان در مؤسسات آموزش عالی بالاست—در حدود ۶۵ درصد از کل دانشجویان ثبت‌نام شده در دانشگاه هند غربی، پردیس سنت آگوستین در سال‌های ۲۰۰۹/۲۰۱۰ زن بودند.

## اقتصاد
زنان به‌طور کلی از حقوق قانونی مشابه مردان، از جمله حقوق اشتغال، آموزش و ارث‌بری برخوردار بودند. هیچ قانونی یا مقرراتی وجود ندارد که پرداخت برابر برای کار برابر را الزامی کند. در حالی که پرداخت برابر برای مردان و زنان در خدمات عمومی قاعده بود و نه استثنا، هم دولت و هم سازمان‌های غیردولتی به تفاوت‌های قابل توجه در پرداخت حقوق بین مردان و زنان در بخش خصوصی، به ویژه در کشاورزی، اشاره کرده‌اند.

### مشارکت نیروی کار
تا سال ۲۰۱۶، ۶۰٪ از زنان ترینیدادی در نیروی کار شرکت داشتند، در مقایسه با ۸۱٪ مشارکت مردان. به‌طور تاریخی، نرخ مشارکت نیروی کار زنان در ترینیداد و توباگو کمتر از نرخ مشارکت مردان بوده است. در طول دو دهه گذشته (۱۹۹۰–۲۰۱۰)، این اختلاف بین این نرخ‌ها کاهش یافته است. پس از رکود اقتصادی دهه ۱۹۸۰ که نرخ مشارکت نیروی کار به ۵۵٫۶ درصد کاهش یافت، این نرخ در دهه گذشته حدود ۶۲ درصد باقی مانده است. اندازه نیروی کار طی سال‌ها افزایش یافته است، از ۴۸۰٬۰۰۰ نفر در سال ۱۹۸۷ به ۶۱۹٬۰۰۰ نفر در سال ۲۰۱۰ رسیده است — نرخ رشد متوسط سالانه ۱٫۱ درصد. با وجود این که مردان همچنان غالب هستند، سهم زنان در نیروی کار به‌طور پیوسته افزایش یافته و از ۳۱٫۸ درصد در سال ۱۹۸۰ به ۴۱٫۴ درصد در سال ۲۰۱۰ رسیده است.